# Jakub (Tasew)
Jakub, imię świeckie Ilija Welikow Tasew (ur. 25 sierpnia 1956 w Kopriwlenie) – bułgarski biskup prawosławny.

## Życiorys
W 1984, po ukończeniu studiów teologicznych, ożenił się i 1 kwietnia 1984 został wyświęcony na kapłana. Następnie rozwiódł się i jako celibatariusz służył w Samokowie.
Po powstaniu Bułgarskiego Kościoła Prawosławnego – Synodu alternatywnego przystąpił do niego. W tejże niekanonicznej jurysdykcji złożył wieczyste śluby mnisze, a następnie otrzymał godność archimandryty i przyjął chirotonię biskupią z tytułem biskupa brewskalnickiego. Służył nadal w Samokowie.
W 1998 złożył akt pokutny i został ponownie przyjęty do kanonicznego Bułgarskiego Kościoła Prawosławnego, zachowując godność biskupią. Po spędzeniu kilku miesięcy w Monasterze Trojańskim został wikariuszem metropolii ruseńskiej z tytułem biskupa mesemwrijskiego. W 2013 na własną prośbę odszedł z metropolii ruseńskiej i zamieszkał w monasterze Zaśnięcia Matki Bożej w Baczkowie. W 2016 był kandydatem na metropolitę starozagorskiego, jednak w głosowaniu delegatów na sobór duchowieństwa i świeckich eparchii uzyskał mniej głosów, niż biskup trajanopolski Cyprian.